# Małopolski Wyścig Górski
La Małopolski Wyścig Górski è una corsa a tappe maschile di ciclismo su strada che si svolge annualmente nella regione della Piccola Polonia, in Polonia. Creata nel 1961, rimase riservata ai dilettanti fino al 2002. Dal 2005 fa parte del calendario dell'UCI Europe Tour come gara di classe 2.2.

## Albo d'oro
Aggiornato all'edizione 2025.
| Anno    | Vincitore            | Secondo               | Terzo                 |
| ------- | -------------------- | --------------------- | --------------------- |
| 1961    | Roman Chtiej         | Adam Gęszka           | Andrzej Piechaczek    |
| 1962    | Antoni Palka         | Benedykt Baścik       | Franciszek Surmiński  |
| 1963    | Franciszek Surmiński | Jan Magiera           | Benedykt Baścik       |
| 1964    | Józef Dylik          | Zygfryd Widera        | Emil Szpitalny        |
| 1965    | Marian Forma         | Wladyslaw Kozlowski   | Antoni Palka          |
| 1966    | Czeslaw Polewiak     | Emil Szpitalny        | Paweł Świderski       |
| 1967    | Henryk Woźniak       | Franciszek Surmiński  | Tadeusz Prasek        |
| 1968    | Marian Forma         | Antoni Palka          | Ryszard Zapala        |
| 1969    | Bogdan Langiewicz    | Marian Nawrot         | Wiktor Kohut          |
| 1970    | Jan Baćkowski        | Jan Bylicki           | Jan Smyrak            |
| 1971    | Zbigniew Krzeszowiec | Szczepan Klimczak     | Wojciech Matusiak     |
| 1972    | Edward Barcik        | Lucjan Lis            | Stanisław Szozda      |
| 1973    | Jerzy Rzepka         | Florian Andrzejewski  | Tadeusz Ochot         |
| 1974    | Ryszard Szurkowski   | Stanisław Szozda      | Hans-Joachim Hartnick |
| 1975    | Janusz Kowalski      | Edward Barcik         | Wojciech Matusiak     |
| 1976    | Stanisław Szozda     | Tadeusz Mytnik        | Tadeusz Zawada        |
| 1977    | Ryszard Szurkowski   | Józef Kołopajło       | Jan Brzeźny           |
| 1978    | Tadeusz Mytnik       | Florian Andrzejewski  | Bronislaw Ebel        |
| 1979    | Krysztof Sujka       | Ryszard Szurkowski    | Mieczysław Nowicki    |
| 1980    | Roman Cieślak        | Tadeusz Mytnik        | Zbigniew Szczepkowski |
| 1981    | Czesław Lang         | Mieczyslaw Korycki    | Zbigniew Kraśniak     |
| 1982    | Jan Muzyka           | Zbigniew Szczepkowski | Bogdan Wodok          |
| 1983    | Roman Cieślak        | Pawel Kowalski        | Andrzej Oleksiewicz   |
| 1984    | Tadeusz Krawczyk     | Pawel Bartkowiak      | Jerzy Jagiela         |
| 1985    | Zbigniew Albin       | Andrzej Sypytkowski   | Dariusz Kajzer        |
| 1986    | Pawel Bartkowiak     | Zenon Jaskuła         | Andrzej Sypytkowski   |
| 1987    | Andrzej Sypytkowski  | Mieczysław Karłowicz  | Thilo Fuhrmann        |
| 1988    | Zdzislaw Krudysz     | Krysztof Sobieraj     | Marian Goldyn         |
| 1989    | Zbigniew Piątek      | Slawomir Frejowski    | Jan Skowronek         |
| 1990    | Andrzej Maćkowski    | Zbigniew Spruch       | Zbigniew Piątek       |
| 1991    | Jacek Bodyk          | Zbigniew Piątek       | Radoslaw Romanik      |
| 1992-93 | non disputato        | non disputato         | non disputato         |
| 1994    | Piotr Przydzial      | Radoslaw Romanik      | Krysztof Drozdz       |
| 1995    | Tomasz Brożyna       | Karsten Niemann       | Radoslaw Romanik      |
| 1996    | Andrzej Mierzejewski | Tomasz Kloczko        | Grzegorz Gwiazdowski  |
| 1997    | Dainis Ozols         | Piotr Chmielewski     | Andrzej Sypytkowski   |
| 1998    | Zbigniew Piątek      | Piotr Chmielewski     | Radoslaw Romanik      |
| 1999    | Tomasz Brożyna       | Radoslaw Romanik      | Piotr Chmielewski     |
| 2000    | Grzegorz Rosoliński  | Paweł Niedźwiecki     | Zbigniew Piątek       |
| 2001    | Zbigniew Piątek      | Aleksiej Nakaznyj     | Piotr Przydzial       |
| 2002    | Radoslaw Romanik     | Cezary Zamana         | Zbigniew Piątek       |
| 2003    | Cezary Zamana        | Bartosz Huzarski      | Radoslav Romanik      |
| 2004    | Ondrej Fadrny        | Sebastian Skiba       | Robert Radosz         |
| 2005    | Cezary Zamana        | Bartosz Huzarski      | Radoslav Romanik      |
| 2006    | Marek Rutkiewicz     | Marek Maciejewski     | Marcin Sapa           |
| 2007    | Mateusz Komar        | Radoslav Romanik      | Dawid Krupa           |
| 2008    | Marcin Sapa          | Mariusz Witecki       | Sergej Firsanov       |
| 2009    | Artur Detko          | Jacek Morajko         | Mateusz Mróz          |
| 2010    | Jacek Morajko        | Alessandro Bertuola   | Mateusz Taciak        |
| 2011    | Tomasz Marczyński    | Marek Rutkiewicz      | Łukasz Bodnar         |
| 2012    | Marek Rutkiewicz     | Pawel Cieslik         | Mariusz Witecki       |
| 2013    | Lukasz Bodnar        | Pawel Cieslik         | Jiří Hudeček          |
| 2014    | Maximilian Werda     | Paweł Bernas          | Pawel Cieslik         |
| 2015    | Marko Kump           | Vitalij Buc           | Martin Herbaek Grøn   |
| 2016    | Mateusz Taciak       | Andriy Bratashchuk    | Domen Novak           |
| 2017    | Maciej Paterski      | Paweł Bernas          | Jonas Gregaard Wilsly |
| 2018    | Amaro Antunes        | Paweł Cieślik         | Anatolij Budjak       |
| 2019    | Adam Stachowiak      | Anatolij Budjak       | Andrea Di Renzo       |
| 2020    | Vojtěch Řepa         | Torstein Træen        | Piotr Brożyna         |
| 2021    | Michal Schlegel      | Paweł Cieślik         | Anatolij Budjak       |
| 2022    | Jonas Rapp           | Rainer Kepplinger     | Jakub Otruba          |
| 2023    | Márton Dina          | Marcin Budziński      | Adam Ťoupalík         |
| 2024    | Riccardo Zoidl       | Márton Dina           | Jonas Rapp            |
| 2025    | Alexander Konychev   | Kasper Borremans      | Tomáš Pridal          |